# Az élet ára (Lost)
2006. november 1-jén került először adásba az amerikai ABC csatornán a sorozat 52-edik részeként. Alison Schapker és Monica Owusu-Breen írta, és Jack Bender rendezte. Az epizód középpontjában Mr. Eko áll.

## Ismertető
|  | Alább a cselekmény részletei következnek! |

### Visszaemlékezések
Gyermekként, Eko betör egy fából készült élelmiszerraktárba, hogy enni tudon adni éhező testvérének, Yeminek. Az apáca rajtakapja, és elviszi a templomba, hogy gyónja meg vétkét. Eko nem akarja ezt megtenni, mert szerinte tette nem minősül bűnnek.
Felnőttként, Ekot visszaviszik a templomhoz, miután a csempészrepülőgép Yemi-vel együtt elrepült. Odabent talál egy Bibliát, amiben egy gyermekkori fénykép van róla és Yemiről. Egy fiatal nő, Amina lép be hozzá és Yemi felől érdeklődik. Eko azt mondja, Yemi csatlakozott egy segélyalakulathoz, ezért el kellett utaznia. Ő fogja átvenni a helyét. Ezt hallva, Amina bemutatja a kisfiát, Danielt, aki ministrásfiú a templomban. Amina megemlíti, hogy Yemi atya Londonba készült utazni. Eko – bár semmit sem tud erről – megerősíti ebben.
Később Eko szenteltvízben mossa meg a kezeit, ezért Daniel tájékoztatja, hogy Yemi atya sohasem tett ilyet. Ebben a pillanatban lövöldözés hallatszik odakintről. Néhány férfi Yemi atyát keresi, mert el akarják orozni a templomba szállított védőoltások legnagyobb részét. Amina azt mondja Ekonak, mindig oda kell adniuk a vakcinák 80%-át, cserébe a „védelemért”. A férfiak vezetője, Emeka, figyelmezteti Ekot, hogy ha nem kapják meg a védőoltásokat, annak rossz vége lesz. Eko azt mondja neki, nem fél tőle, majd hátat fordít neki. Emeka erre lelövi az egyik nőt. Azt tanácsolja Ekonak, adja át a vakcinákat, hacsak nem akarja, hogy még több ember lelke száradjon a lelkiismeretén.
A kórháznál, Eko az oltóanyagokról és az azt elvinni akaró férfiakról kérdezgeti Aminát. Amina azt mondja, csupán hat hónaponta kapnak oltóanyagot, ezért nagyon magas ára van a feketepiacon. Azt tanácsolja Ekonak, ne tegyen kerestbe Emekáéknak, mert mielőtt Yemi segített volna nekik, semmijük sem volt. Megjegyzi Ekonak, nagyon emlékezteti őt Yemire, mert ő is jó ember volt. Ezt megcáfolandó, Eko megszervezi hogy eladja a vakcinákat a feketepiacon, majd elhagyja az országot.
Yemi templomában, Eko a kereszte feszített Jézus képmását nézi, amikor Emeka két fegyveres férfival rátör. Emeka azt mondja neki, ha azt hiszi a tudta nélkül elárusíthatja a vakcinákat, nem tudja ki is ő valójában. Elmmondja neki, hogy ő egy nagyon babonás ember, épp ezért most csak a kezét fogja levágni. Ám mielőtt Emeka lesújtana kardjával, Eko kiragadja a kezéből a fegyvert, és megöli a két társát. Emeka könyörög Ekonak az életéért, de Eko erre csak annyit mond, „Nem tudod ki vagyok”, majd őt is megöli. A falu lakóit teljesen megdöbbenti amit a templom tornácánál látnak: Eko vértől csöpögő karddal és egy pisztollyal a kezében jön elő odabentről.
Amikor Eko elhagyja a templomot, hogy Londonba utazzon, Daniel megkérdezi tőle, tényleg rossz ember e, ahogy az anyukája mondta neki. Eko azt feleli, azt csak isten tudhatja. Nem sokkal azután, hogy Eko kimegy, néhány férfi elkezdi bedeszkázni a templomot. Eko megkérdi Aminát, mit jelentsen ez. Amina azt válaszolja, a falu többé már nem használhatja, mert már nem szent. 
Amina megmondja Ekonak, tudja hogy azt tervezte, eladja a védőoltásokat. Elmondja, hogy azok helyett akiket megölt mindenbizonnyal jönnek újabbak majd. Azt tanácsolja Ekonak, béküljön ki Istennel, mert egyszer még megítéltetik azért amit tett. Végül azt mondja neki, tartozik egy templommal Yeminek.

### Valós idejű történések

#### A Hidra állomás területén

Colleen holttestének vízre bocsátása

A Hidrában, Ben egy fehér inget ad Jacknek, majd megkéri, jöjjön el vele sétálni. Jack Ben tumorjának tüneteiről kérdezgeti őt a Colleen műtéte előtt látott röntgenfelvételekre hivatkozva. Ben azt állítja, fogalma sincs miről beszél. Csatlakoznak a többiekhez, akik a vízparton állnak, szintén fehér ingben. A holttestet tengerre bocsátják egy égő tutajszerűségen, majd meggyújtják. Mindezt egy   a hangszóróból szóló country-zene kíséri. Ben bizalmasan megkérdezi Juliettől, miért mutatta meg Jacknek a röntgenképeit. Juliet azt válaszolja, nem mondta meg neki hogy kinek a felvételei azok, de minden bizonnyal rájött.
Juliet hamburgert visz be Jacknek, majd jókedvű beszélgetésbe elegyedik vele, amíg Ben meg nem jelenik, és arra kéri Julietet, menjen ki, mert négyszemközt akar beszélni Jackkel. Az orvos-beteg titoktartást emlegeti. Miután Juliet távozik, Ben felfedi Jack előtt az igazságot. Azt mondja, azért hozták őt ide, hogy megtörjék, a bizalmába férkőzzenek, hogy önként vállalja a megműtését. Juliet is ennek az „eszköze” lett volna. Ben megkérdezi Jacktől nem vett-e észre hasonlóságot az exe, Sarah, és Juliet között. Mindazonáltal, Ben bevallja, hogy a terve totálisan befuccsolt, amikor Jack meglátta a röntgenképeket. Kimenőben, Ben megkérdezi Jacket, hisz-e istenben. Jack nem válaszol neki, csak visszakérdez, ő hisz-e benne. Ben azt feleli, két nappal azután, hogy kiderült, egy halálos dagant van a gerincében, egy gerincsebész zuhant le az égből. És ha ez nem bizonyíték isten létezésére, akkor nem tudja mi az.
Később Juliet a Megölni a poszátát című filmet viszi be Jacknek. Jack nem akar filmet nézni, de Juliet ragaszkodik hozzá. Hamar kiderül, hogy Juliet nem filmet rakott be a videóba, hanem egy hangtalan felvételt önmagáról, amiben kártyákra írt üzeneteket mutat a kamerába. Bizonyára azért, mert nem akarja, hogy Ben a megfigyelőszobából hallja, mit akar mondani Jacknek. Juliet, tudván, hogy Ben figyeli, arra kéri Jacket, műtse meg Bent. Eközben a felvételen (amit Ben nem láthat a TV megfelelő elhelyezése miatt), Juliet arra kéri Jacket, hogy ölje meg Bent a műtőasztalon. Amíg Juliet szóban azt mondja, Ben megérdemli, hogy megmentse, a felvételen azt üzeni neki, Ben egy veszélyes hazudozó, és a társai közül többen is a halálát akarják, de úgy kell beállítani a dolgot, mintha baleset lett volna. Juliet azt mondja Jacknek, ő az egyetlen, aki segíthet Benen. A felvétel ennek éppen az ellenkezőjét mondja: Jack az egyetlen, aki megölheti őt. A felvételen, Juliet egy Mondd, hogy kapcsoljam ki a TV-t feliratú kártyát mutat Jacknek. Jack eleget tesz ennek. Juliet kiveszi a kazettát, és távozása előtt arra kéri Jacket, gondolja meg, amire kérte. Jack rábólint.

#### A túlélők szigetén
A táborban, a zavarodott Eko Yemit látja maga előtt a sátrában, öngyújtóval a kezében. Yemi felszólítja, ideje meggyónni a bűneit, hogy megítéltessen. Azt mondja neki, ha készen áll erre, tudja hol találja meg. Pár perccel később, Hurley füstszagot kezd érezni. Észreveszi, hogy Eko sátra lángra kapott. Sayiddal és Charlieval együtt kimentik onnan, majd Charlie biztonságos helyre fekteti. Hallja, hogy Eko a testvéréről motyog valamit. Megérkezik Locke. Megkérdezi Charliet, Eko jól van-e. Charlie épp mutatná neki, hova fektette az imént, de Eko már nincs ott.
Másnap reggel, Locke és Desmond megkérik Sayidot, hogy jöjjön el velük a Gyöngy állomásra, és próbálja meg beállítani a számítógépet a „Többiek”-kel való kapcsolatteremtésre. Miután Charlie elmondja Johnnak, hogy Eko az elindulása előtt a testvéréről beszélt, rájön, hogy ő is a Gyöngy felé tart, mert ott van a lezuhant repülőgép, amiben Yemi holtteste van. Felajánlja a túlélőknek, hogy ha akrnak, ők is jöhetnek a Gyöngy-re. Hurley megjegyzi, hogy Jack sohasem adott választási lehetőséget ilyen téren. Locke hangsúlyozza, hogy ő nem Jack. 
Eko elgyengülve botorkál keresztül a dzsungelen. Furcsamód azt veszi észre, hogy a „szörny” követi őt. Többször is hallja a kerregő hangját. Hirtelen Emeka és emberei jelennek meg előtte. Emeka hozzávág egy kést, de nem találja el. A kés az Eko mellett lévő fába szúródik. Eko kihúzza a kést, és az életéért könyörgő Emekára ront vele. Még mielőtt lesújtana rá, Emeka átváltozik a ministrásfiúvá, Daniel-lé, aki a szájához teszi az ujját, mintha csöndre akarná inteni Ekot (éppúgy, mint régebben Walt Shannont). Daniel azt mondja neki, gyónjon meg. Eko kiejti kezéből a kést. A következő pillanatban mindenki eltűnik előle. 
Eko eljut egy folyóhoz, ahol felfrissíti magát, és sarat ken a sebe fölé. A víztükörben azt veszi észre, hogy a füstszörny magasodik fölé. Megfordul, hogy szembenézzen a „szörny”-nyel, de az visszahúzódik a dzsungelbe. Locke, Sayid, Desmond, Paulo és Nikki jelennek meg a folyó túlpartján. 
Úton a Gyöngy felé, Locke megkérdezi Ekot, azért jön-e erre, hogy megkeresse Yemit. Eko a botjával nekiszorítja Locke-ot az egyik fához, és megparancsolja neki, soha többé ne vegye a szájára a bátyja nevét. Locke megkérdezi tőle, mi az amitől ennyire fél, de Eko nem válaszol. Megérkezve a Gyöngyhöz, Locke segít Ekonak eltávolítani a köveket amik befedik a repülőgép ajtaját, amíg a többiek lemennek az állomásba. Locke megkérdezi Ekot, mit látott a dzsungelben, mert ő egyszer látott egy igen halvány fényt, ami gyönyörű volt. Eko közli, ő egyáltalán nem ezt látta. Belépve a repülőgépre, észreveszi, hogy Yemi eltűnt. Locke átadja neki a keresztet, amit a keresése közben talált meg, majd ő is lemegy a többiek után.
A Gyöngy-ben, Sayid, Desmond és Locke megvizsgálják az elektronikus berendezést a számítógép mögött, amíg Paulo kipróbája, hogy még mindig működik-e a WC. Miután megnézi a tájékoztatófilmet, Nikki felveti, hogy a monitorok megfelelő beállításával benézhetnének a többi állomásra is. Sayid megpróbálja beállítani a készülékeket, mire megjelenik egy rossz minőségű kép az egyik állomásról. Nikkit megrémisztve, hirtelen egy félszemű férfit lát a képernyőn, aki letakarja, majd kikapcsolja a kamerát. „Úgy vélem, számítani fognak ránk” – jegyzi meg John. 
Mindeközben, Eko előtt újra megjelenik Yemi. Yemi dühös pillantást vett rá, majd hátat fordítva neki odébbáll. Eko utoléri őt egy virágos bokrokkal tarkított mező közepén. Eko megmutatja a keresztet Yeminek, aki Eko gyónására számítva kezébe veszi azt. Yemi megdöbben Eko szavai hallatán. „Nem kérek megbocsátást atyám, mert nem vétkeztem. Csak azt tettem, ami szükséges volt a túléléshez. Egy kisgyerek egyszer megkérdezte, rossz ember vagyok e. Ha most válaszolhatnék neki, azt mondanám, hogy amikor még fiatal kisfiú voltam, megöltem egy embert, hogy megmentsem a testvérem életét. Nem sajnálom, amit tettem. Büszke vagyok rá. Én nem ezt az életet kértem, mégis ezt kaptam. És minden tőlem telhetőt megtettem ezzel az élettel.” Yemi dühösen azt mondja, „Úgy beszélsz hozzám, mintha a testvéred volnék”. Ki vagy te? – kérdezi Eko arra következtetve, hogy ő tényleg nem a testvére, Yemi. Yemi nem felel. Hátat fordít és bemegy a dzsungelbe. Eko utánarohan, de sehol sem találja őt. A „szörny” jelenik meg előtte. Eko tudja, hogy számára itt a vég, ezért a 23. zsoltár sorait idézi. A „szörny” megragadja Ekot, és többször nekicsapja a fának és a földnek, hogy megölje.
A Gyöngyben, Locke és a többiek a „szörny” hangját hallva felrohannak. Locke rátalál az élettelen Ekora. Eko valamit odasúg Lockenak, majd miután visszaemlékezik a gyermekkorára, amikor karonfogva, boldogságban sétálgatott Yemivel, kileheli lelkét. Sayid megkérdezi Locke-ot, mit mondott Eko. „Azt mondta, most mi következünk” – válaszol.
|  | Itt a vége a cselekmény részletezésének! |